# Xứ mù
"Xứ mù" (tên gốc: The Country of the Blind) là một thể loại truyện ngắn viễn tưởng được viết bởi tác giả người Anh H. G. Wells. Tác phẩm được xuất bản lần đầu trong số tháng 4 năm 1904 của Tạp chí The Strand và được bao gồm trong bộ truyện ngắn Xứ sở Người mù và những câu chuyện khác năm 1911 của Wells. Đây là một trong những tập truyện ngắn nổi tiếng nhất của Wells, và nổi bật trong văn học người mù.
Với phiên bản mở rộng, Wells sau đó đã sửa đổi câu chuyện, lần đầu tiên được xuất bản bởi một nhà in tư nhân Golden Cockerel Press vào năm 1939.

## Tóm tắt cốt truyện

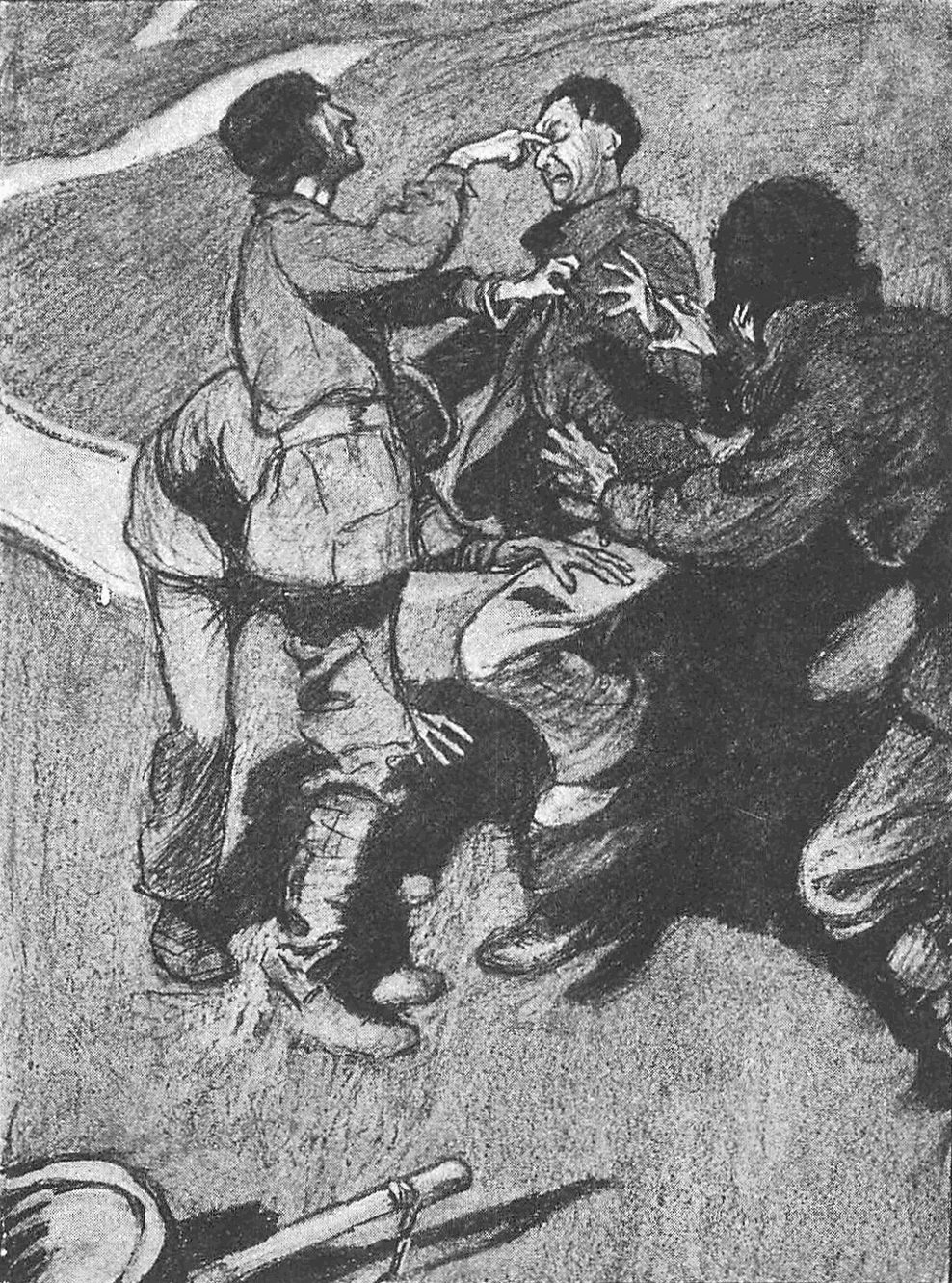
"'Cẩn thận,' chàng khóc với một ngón tay trong đôi mắt"

Truyện kể ở ngôi thứ ba, xoay quanh nhân vật Nuñez trong khi dẫn đầu một nhóm những người leo núi cố gắng leo lên đỉnh Parascotopetl (một ngọn núi hư cấu ở Ecuador), Nuñez đã trượt chân và ngã xuống sườn núi. Tại thời điểm cuối sự suy sụp của chàng, xuống một con dốc tuyết trong bóng tối của ngọn núi, chàng tìm thấy một thung lũng, bị cắt đứt khỏi phần còn lại của thế giới ở mọi phía bởi những con dốc cao.
Rất tình cờ, Nuñez đã phát hiện ra một nền văn minh của những người mù, nơi từng là chỗ trú ẩn của những người định cư chạy trốn khỏi sự chuyên chế của những người cai trị Tây Ban Nha cho đến khi một trận động đất cắt đứt thung lũng khỏi thế giới bên ngoài.
Cộng đồng bị cô lập thịnh vượng trong những năm qua, mặc dù có một căn bệnh xuất hiện sớm, khiến tất cả trẻ sơ sinh bị mù. Khi sự mù lòa về thị giác từ từ lan rộng trãi qua mười lăm thế hệ, các giác quan còn lại của mọi người dân trở nên nhạy bén, và đến khi người dân làng nhìn thấy lần cuối cùng chết, cộng đồng đã hoàn toàn thích nghi với cuộc sống mà không cần nhìn thấy.
Nuñez đi xuống thung lũng, và tìm thấy một ngôi làng khác thường với những ngôi nhà không có cửa sổ và một mạng lưới các con đường, tất cả được bao quanh bởi lề đường. Khi phát hiện ra rằng mọi người đều bị khiếm thị, Nuñez bắt đầu tự mình đọc câu thần chú: "Ở vùng đất của người mù, người đàn ông chột mắt là Vua".
Nuñez tin rằng chàng có thể dạy và cai trị họ, nhưng dân làng không có khái niệm về thị giác, và không hiểu những nỗ lực của chàng để giải thích ý nghĩa thứ năm này cho họ. Thất vọng, Nuñez trở nên tức giận, nhưng dân làng trấn tĩnh anh, và chàng miễn cưỡng phục tùng lối sống của họ, vì trở về thế giới bên ngoài dường như là điều không thể.
Nuñez được phân công làm việc cho một chủ làng tên là Yacob. Anh chàng bị thu hút bởi cô con gái út của Yacob, Medina-saroté, và cặp đôi này sớm yêu nhau. Sau khi giành được sự tự tin của nàng, Nuñez cố gắng giải thích tầm nhìn với Medina-saroté, nhưng nàng bác bỏ nó như trí tưởng tượng của chàng. Khi Nuñez đề nghị nàng kết hôn, chàng bị những người lão làng từ chối vì nỗi ám ảnh về sự bất ổn của chàng với trò chơi Cảnh giác.
Bác sĩ của làng gợi ý rằng đôi mắt của Nuñez sẽ bị loại bỏ, vì cho rằng chúng bị nhiễm bệnh và phồng lên rất nhiều, và vì điều này, não của chàng luôn trong tình trạng bị kích thích và mất tập trung. Nuñez miễn cưỡng đồng ý với mổ xẻ vì tình cảm của chàng dành cho Medina-saroté. Tuy nhiên, vào lúc bình minh của ngày mổ xẻ, trong khi tất cả dân làng đang ngủ say, chàng lên đường đến vùng núi mà không có bất kì thiết bị nào hay tiếp tế, hy vọng tìm được lối thoát trở lại thế giới bên ngoài.
Trong phiên bản gốc kết thúc của câu chuyện, Nuñez trèo cao vào những ngọn núi xung quanh cho đến khi màn đêm buông xuống, chàng nghỉ ngơi, yếu ớt với những vết cắt và vết bầm tím, nhưng hạnh phúc vì chàng đã thoát khỏi thung lũng. Số phận của chàng không được tiết lộ.

## Nhân vật
- Nuñez: một người leo núi đến từ Bogotá, Colombia
- Yacob: chủ nhân của Nuñez
- Medina-Saroté: con gái út của Yacob

## Chủ đề
Trong truyện ngắn Xứ mù chủ đề xoay quanh tường thuật và mô tả, Wells tạo ra một vấn đề xã hội rất phức tạp thông qua sự va chạm của hai nền văn hóa.
Nuñez là một biểu tượng của lòng tham quyền lực vì chàng muốn cai trị vùng đất của những người mù để làm vua và chủ nhân của họ thông qua tầm nhìn của chàng. Có ý kiến cho rằng chàng cao và khỏe hơn người mù. Mặt khác, người mù trong câu chuyện của sự thiếu hiểu biết vì họ không tin những cuộc nói chuyện của Nuñez về tầm nhìn và thế giới bên ngoài vì có một số chấp trước không công bằng với những gì họ đã biết về mọi thứ. Sự hẹp hòi và đàn áp trong cộng đồng của người mù trái ngược với vẻ đẹp bình dị của thiên nhiên, mà họ không thể nhận thức được. Một lý do khác là họ đối xử với chàng như một số người thấp kém sau khi coi chàng bị tàn tật do thái độ thờ ơ của họ.

### Sự cô lập
Trong câu chuyện, sự cô lập là phổ biến trong câu chuyện cho Nunez cũng như những người khiếm thị. Khi Nuñez phải dành cả ngày với những người mù, chàng cảm thấy bị cô lập vì họ không chấp nhận chàng là một thành viên trong xã hội của họ và coi chàng như một sinh vật nhỏ. Nền văn minh của người mù là khu vực trong câu chuyện tách biệt với phần còn lại của thế giới, do hoàn cảnh xấu do thiên nhiên gây ra. Một bức tường đá lớn ngăn cách vùng đất đó với thế giới bên ngoài tồn tại do một trận động đất rất mạnh, sau đó là lở đất và lũ lụt bất ngờ. Vì vậy, những người dân của khu vực đó cũng bị tách biệt trong câu chuyện này.

### Nội tâm nhân vật
Nuñez và Medina-saroté đại diện cho hình ảnh vai trò giới tính của truyền thống thời bấy giờ. Nuñez đại diện cho lý tưởng nam tính can đảm và quyết đoán. Trong khi Medina-saroté rất tình cảm, dè dặt và để lại quyết định về hoạt động hoàn toàn cho Nunez. Theo một cách nào đó, nó thay đổi từ phạm vi ảnh hưởng của người cha sang vị hôn phu. Điều đáng chú ý là nàng là người phụ nữ duy nhất trong lịch sử; ngay cả một người mẹ dường như không có nó.
Hội đồng trưởng lão chỉ gồm những người đàn ông, và những người chăn cừu và nông dân tìm thấy Nunez ngay từ đầu và cố gắng bắt nó sau đó là đàn ông. Ngay cả khi đời sống xã hội chỉ được phác họa, thì rõ ràng phụ nữ không đóng vai trò gì trong đó. Sự khởi đầu của hôn nhân đã xác nhận điều này: Nunez kêu gọi ông Yacob, người có quyền đưa ra quyết định. Medina-saroté phản ứng theo cách truyền thống nữ tính: không phải là tranh luận hay đe dọa thuyết phục người cha suy nghĩ lại về vấn đề, mà là nước mắt của nàng.

## Đoạn kết thay thế
Trong phiên bản sửa đổi và mở rộng năm 1939, Nuñez nhìn từ khoảng cách sắp có một đường trượt đá. Chàng cố gắng cảnh báo dân làng, nhưng một lần nữa họ lại chế giễu về cảnh tượng tưởng tượng của chàng. Nuñez chạy trốn khỏi thung lũng trong khi trượt, mang theo Medina-saroté.
Trong lời nói đầu của phiên bản năm 1939, Wells đã giải thích lý do tại sao ông quyết định viết lại kết thúc cho câu chuyện này:
Truyện đã được thay đổi bởi vì có một sự thay đổi trong bầu không khí của cuộc sống về chúng ta. Năm 1904, sự căng thẳng là do sự cô lập về mặt tinh thần của những người nhìn sâu sắc hơn những người đồng nghiệp của họ và bi kịch về sự đánh giá không thể tin được của họ về cuộc sống. Trong câu chuyện sau này, tầm nhìn trở thành một điều gì đó bi thảm hơn; nó không còn là một câu chuyện về sự thất tình và phóng thích; người nhìn xa trông rộng sự hủy diệt đang quét xuống toàn bộ thế giới mù tịt mà anh chàng đã chịu đựng và thậm chí là yêu thương; anh ta thấy nó đơn giản, và anh không thể làm gì để cứu nó khỏi số phận của nó.
Trong những gì nhà sử học A. Langley Searles viết trên The Wellsian đã gọi nội dung là một mối quan tâm tình yêu vụng trộm, Nuñez và Medina-saroté kết hôn và có bốn đứa con với nhau, tất cả đều có thể nhìn thấy.
Mặc dù hạnh phúc trong cuộc sống mới, Medina vẫn hoài niệm về thời gian ở trong thung lũng và kiên quyết từ chối điều trị chứng khiếm thị của mình. Nàng tiết lộ lý do tại sao trong một cuộc trò chuyện, với vai trò vợ là người kể chuyện:
"Em không có ý định sử dụng màu sắc của chàng hay các ngôi sao của chàng", nàng Medina-saroté nói. 
"Nhưng sau tất cả những gì đã xảy ra! mình không muốn thấy Nunez; xem anh ấy như thế nào?" 
Nhưng tôi biết chàng như thế nào và thấy chàng có thể khiến chúng ta xa cách. Chàng sẽ không ở gần tôi như vậy. Sự đáng yêu trong thế giới của tôi là một sự thất tình phức tạp và đáng sợ, và của tôi thì đơn giản và gần gũi. Tôi đã thay Nunez nhìn thấy tôi - bởi vì chàng không biết gì về sợ hãi. 
"Tuy nhiên, người đẹp!" người vợ khóc. 
"Có thể nó rất đẹp", Medina nói, "có thể nói là rất hay, nhưng nói thì phải rất kinh khủng".

## Tiếp nhận
Wells đã mô tả về Xứ sở của người mù như một ảo mộng khám phá, và là một trong những câu chuyện hay nhất của ông, nhưng đó cũng là một câu chuyện không tưởng, trong đó rõ ràng có một khoản nợ với tính toán Atlantis của Plato.
Nhà phê bình văn học J.R. Hammond và là Chủ tịch của Hội H.G. Wells (H. G. Wells Society), đã mô tả Wells là một người cuối cùng trong số những người không tưởng vĩ đại, và vùng đất mà Nuñez khám phá có thể được xem là một Atlantis ngày sau.
Còn Jodie R. Gaudet thuộc Đại học Georgetown đã gợi ý rằng Wells có thể không có ý định mô tả một thung lũng tồn tại một cách hữu hình, mà là ảo giác do chấn động của Nuñez gây ra bởi sự sụp đổ của chàng. Ý tưởng rằng toàn bộ câu chuyện diễn ra trong trí tưởng tượng của nhân vật chính được đưa ra một số trọng lượng bởi phong cách viết của Wells; nhiều dấu chấm lửng được chèn trong toàn bộ văn bản: "thời gian trôi qua với sự thiếu nhìn nhận" - có thể gợi ý rằng Nuñez đang trôi vào và ra khỏi ý thức khi chàng mơ về xứ sở của người mù.